# 5651 Traversa
Az 5651 Traversa (ideiglenes jelöléssel 1991 CA2) a Naprendszer kisbolygóövében található aszteroida. Eric Walter Elst fedezte fel 1991. február 14-én.